# Bakatsiraba
Bakatsiraba (auch: Baka Tchira, Bakatchiraba) ist ein Dorf in der Stadtgemeinde Tanout in Niger.

## Geographie

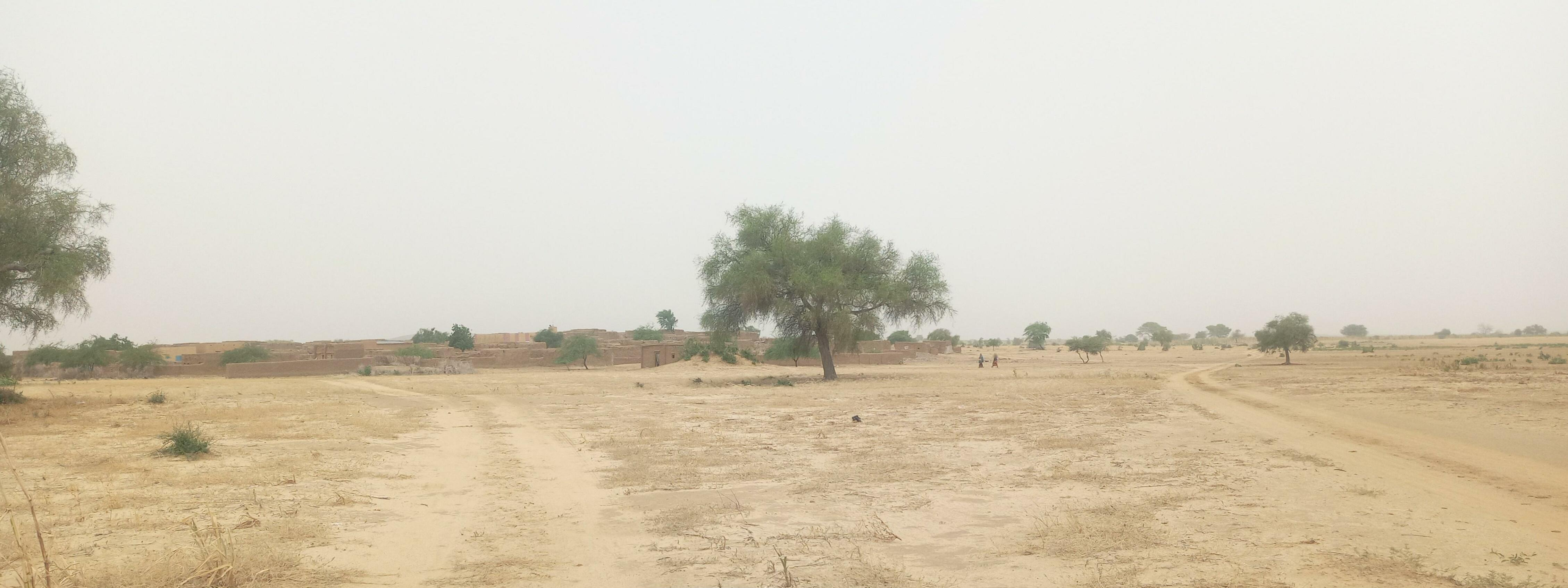
Ortsansicht von Bakatsiraba (2023)

Das von einem traditionellen Ortsvorsteher (chef traditionnel) geleitete Dorf liegt in der Landschaft Damergou. Es befindet sich rund fünf Kilometer südwestlich des urbanen Zentrums der Gemeinde Tanout, die zum gleichnamigen Departement Tanout in der Region Zinder gehört. Zu weiteren Siedlungen in der Umgebung von Bakatsiraba zählen Dalli im Südosten und Maïdiga im Südwesten.
Bakatsiraba ist Teil der Übergangszone zwischen Sahara und Sahel. Die durchschnittliche jährliche Niederschlagsmenge beträgt hier zwischen 200 und 300 mm. Der Talweg des Trockentals von Bakatsiraba weist eine Länge von 2,2 km auf. Sein Einzugsgebiet ist 6,7 km² groß.

## Bevölkerung
Bei der Volkszählung 2012 hatte Bakatsiraba 622 Einwohner, die in 118 Haushalten lebten. Bei der Volkszählung 2001 betrug die Einwohnerzahl 418 in 82 Haushalten und bei der Volkszählung 1988 belief sich die Einwohnerzahl auf 284 in 64 Haushalten.
Die Bevölkerungsdichte in diesem Gebiet ist mit 10 bis 20 Einwohnern je Quadratkilometer relativ gering.

## Wirtschaft und Infrastruktur
Die nordwestlich des Dorfs gelegene Bakatsiraba-Talsperre dient der Bewässerung, der Viehwirtschaft und der Fischerei. Bakatsiraba liegt in einem Gebiet des Übergangs zwischen der Naturweidewirtschaft des Nordens und dem Ackerbau des Südens, was zu Landnutzungskonflikten führt. Es gibt eine Schule im Ort. Die 7,81 Kilometer lange Route 751, eine wenig ausgebaute Landstraße, verbindet Bakatsiraba mit dem urbanen Zentrum von Tanout.